# Barzan (Francja)
Barzan – miejscowość i gmina we Francji, w regionie Nowa Akwitania, w departamencie Charente-Maritime.

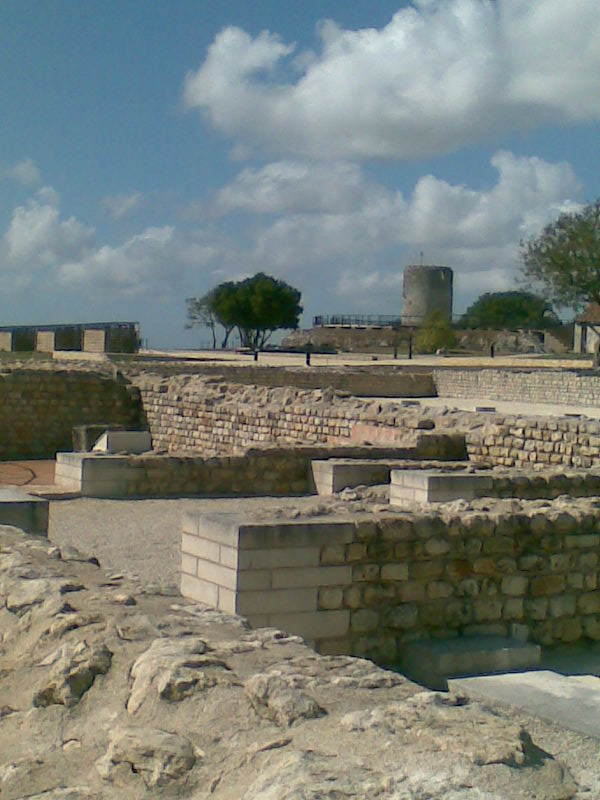
Ruiny galo-rzymskie w Barzan

Według danych na rok 1990 gminę zamieszkiwało 410 osób, a gęstość zaludnienia wynosiła 51 osób/km² (wśród 1467 gmin regionu Poitou-Charentes Barzan plasuje się na 618. miejscu pod względem liczby ludności, natomiast pod względem powierzchni na miejscu 940.).
W pobliżu Barzan znajduje się ważne wykopalisko archeologiczne galo-rzymskie Site du Fâ.